# La part fosca
"La part fosca" (títol original en anglès "Darkling") és el divuitè episodi de la tercera temporada i el 60è del total de la sèrie de televisió de ciència-ficció estatunidenca Star Trek: Voyager. Va ser dirigit per Alexander Singer amb un guió de Joe Menosky i Brannon Braga. Fou emès a la televisió el 19 de febrer de 1997 a la cadena UPN.
Ambientada al segle XXIV, la sèrie segueix les aventures de la tripulació de la Flota Estel·lar i els Maquis de la nau estel·lar USS Voyager després de quedar encallats al Quadrant Delta a desenes de milers d’anys llum de distància de la resta de la Federació. Aquest episodi se centra principalment en els esdeveniments que es produeixen quan el Doctor hologràfic (un programa informàtic autoconscient) a bord de la nau estel·lar USS Voyager intenta millorar-se afegint trets de personalitat d'altres persones a la seva programació.

## Argument
Mentre Kes persegueix un interès romàntic, el Doctor intenta millorar el seu programa incloent elements de les personalitats de persones famoses que admira; extrets dels seus holopersonatges.
Resulta que els costats més foscos i menys coneguts de les personalitats d'aquestes persones formen una segona personalitat malvada dins del doctor.
Aquesta versió malvada del Doctor pren el control i intenta assassinar un extraterrestre del planeta que la "Voyager" està visitant actualment, empenyent-lo per un penya-segat.
El bessó malvat també paralitza temporalment la tinent Torres quan descobreix la seva existència.
Al clímax de l'episodi, la versió malvada del doctor salta d'un penya-segat amb en Kes, però són teletransportats de tornada a la "Voyager" mentre cauen. En tornar a la nau, el programa del Doctor torna a la normalitat.
En resum, just abans dels crèdits finals, s'escolta el Doctor recitant part del Jurament Hipocràtic (la promesa del professional mèdic), que comença amb la promesa solemne de "no fer mal".

## Recepció
El 2017, aquest episodi va ser considerat com a presentador de contingut esgarrifós o inquietant de Star Trek. El 2018, TheGamer va classificar aquest com un dels 25 episodis més esgarrifosos de totes les sèries de Star Trek. Observen una sèrie de comportaments pertorbadors del programa EMH en aquest episodi i es van decebre que no es van solucionar molts dels errors de funcionament del programa.

## Actors convidats
- David Lee Smith - Zahir
- Stephen Davies - Nakahn
- Noel de Souza - Gandhi
- Christopher Clarke - Lord Byron
- Sue Henley - Alferes Brooks

## Mitjans domèstics
Aquest episodi es va publicar en DVD el 6 de juliol de 2004, com a part de Star Trek Voyager: Complete Third Season, amb àudio Dolby 5.1 surround. El DVD de la temporada 3 es va publicar al Regne Unit el 6 de setembre de 2004.
El 2017, la sèrie de televisió completa Star Trek: Voyager es va publicar en un caixa recopilatòria de DVD, que l'incloïa com a part dels discs de la temporada 3.